# DN54A
De DN54A (Drum Național 54A of Nationale weg 54A) is een weg in Roemenië. Hij loopt van Corabia via Dăbuleni naar Bechet. De weg is 44 kilometer lang.